# Dieter Diekmann

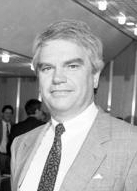
Dieter Diekmann (1991)

Dieter Diekmann (* 1940 in Bielefeld; † 18. September 1999 in Bochum) war ein deutscher Kommunalpolitiker (CDU). Er war von Mai 1987 bis zur Abschaffung des Amtes im Mai 1995 Oberstadtdirektor der Stadt Bonn. Zuvor war Diekmann Oberkreisdirektor des Landkreises Stade und Kreisdirektor in Höxter gewesen.
Diekmann absolvierte ein Studium der Rechts- und Staatswissenschaften an den Universitäten in Marburg, Lausanne, Kiel, Luxemburg und Münster. Er arbeitete als Verwaltungsjurist in Kommunalverwaltungen und wurde Erster Beigeordneter der Stadt Oelde. Von 1975 bis 1980 war er Kreisdirektor des Kreises Höxter und von 1980 bis 1987 Oberkreisdirektor des Landkreises Stade. Am 1. Mai 1987 wurde er als Nachfolger von Karl-Heinz van Kaldenkerken Oberstadtdirektor der Stadt Bonn. Ab Dezember 1995 war er Mitglied des Vorstandes der Deutschen Bau- und Grundstücks AG mit Sitz in Bonn.
Diekmann wurde am 14. Juni 1999 wegen des Verdachts auf Untreue, Betrug und Steuerhinterziehung verhaftet. Das Landgericht Bochum führte im November 1999 an, dass Diekmann insgesamt 350.000 Mark an Schmiergeld vom Bonner Bauträger Bertold Kaaf erhalten und diesem als Gegenleistung Aufträge verschafft habe. Außerdem seien die Beträge nicht versteuert worden. Diekmann beging in der Untersuchungshaft Suizid. Zu einer Verurteilung kam es durch seinen Tod nicht, die Vorwürfe wurden daher strafrechtlich nicht aufgeklärt (§ 206a StPO).